# Lithuanian International 2023
Die Lithuanian International 2023 im Badminton fanden vom 8. bis zum 11. Juni 2023 in Panevėžys statt.

## Sieger und Platzierte
| Disziplin    | Gold                                          | Silber                                                  | Bronze                                         |
| ------------ | --------------------------------------------- | ------------------------------------------------------- | ---------------------------------------------- |
| Herreneinzel | Matthias Kicklitz                             | Kian-Yu Oei                                             | Jason Christ Alexander                         |
| Herreneinzel | Matthias Kicklitz                             | Kian-Yu Oei                                             | Nicolas A. Müller                              |
| Dameneinzel  | Deswanti Hujansih Nurtertiati                 | Chiara Marvella Handoyo                                 | Malya Hoareau                                  |
| Dameneinzel  | Deswanti Hujansih Nurtertiati                 | Chiara Marvella Handoyo                                 | Megan Lee Xin Yi                               |
| Herrendoppel | Muh Putra Erwiansyah Patra Harapan Rindorindo | Muhammad Al Farizi Nikolaus Joaquin                     | Christian Dumler Justin Seibel                 |
| Herrendoppel | Muh Putra Erwiansyah Patra Harapan Rindorindo | Muhammad Al Farizi Nikolaus Joaquin                     | Jonathan Dresp David Eckerlin                  |
| Damendoppel  | Kati-Kreet Marran Helina Rüütel               | Meisa Rizka Fitria Maulida Aprilia Putri                | Sofy Al Mushira Asharunnisa Siti Sarah Azzahra |
| Damendoppel  | Kati-Kreet Marran Helina Rüütel               | Meisa Rizka Fitria Maulida Aprilia Putri                | Arlya Nabila Thesa Munggaran Agnia Sri Rahayu  |
| Mixed        | Marwan Faza Jessica Maya Rismawardani         | Zaidan Arrafi Nabawi Felisha Alberta Nathaniel Pasaribu | Jacob Ekman Nathalie Wang                      |
| Mixed        | Marwan Faza Jessica Maya Rismawardani         | Zaidan Arrafi Nabawi Felisha Alberta Nathaniel Pasaribu | Tom Lalot Trescarte Elsa Jacob                 |